# Cantonul Cany-Barville
Cantonul Cany-Barville este un canton din arondismentul Dieppe, departamentul Seine-Maritime, regiunea Haute-Normandie, Franța.

## Comune
| Comune                    | Populație (1999) | Cod poștal | Cod INSEE |
| ------------------------- | ---------------- | ---------- | --------- |
| Auberville-la-Manuel      | 117              | 76450      | 76032     |
| Bertheauville             | 85               | 76450      | 76083     |
| Bertreville               | 102              | 76450      | 76084     |
| Bosville                  | 512              | 76450      | 76128     |
| Butot-Vénesville          | 272              | 76450      | 76732     |
| Canouville                | 245              | 76450      | 76156     |
| Cany-Barville             | 3 150            | 76450      | 76159     |
| Clasville                 | 222              | 76450      | 76176     |
| Crasville-la-Mallet       | 133              | 76450      | 76189     |
| Grainville-la-Teinturière | 1 111            | 76450      | 76315     |
| Malleville-les-Grès       | 141              | 76450      | 76403     |
| Ocqueville                | 448              | 76450      | 76480     |
| Ouainville                | 495              | 76450      | 76488     |
| Paluel                    | 416              | 76450      | 76493     |
| Saint-Martin-aux-Buneaux  | 600              | 76450      | 76613     |
| Sasseville                | 268              | 76450      | 76664     |
| Veulettes-sur-Mer         | 308              | 76450      | 76736     |
| Vittefleur                | 623              | 76450      | 76748     |